# 丘倫卡尼山
21°33′47″S 67°51′20″W / 21.56306°S 67.85556°W

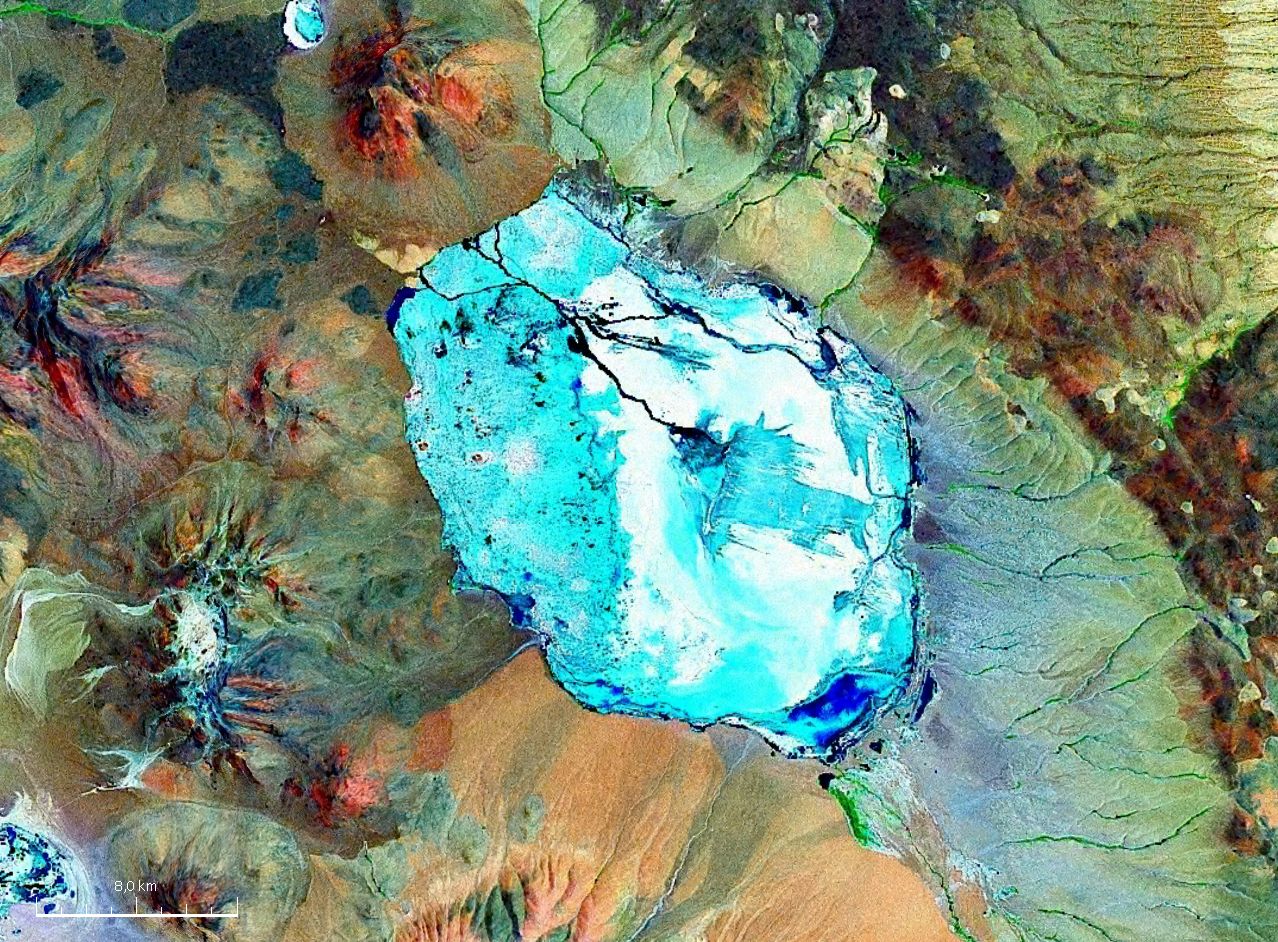

丘倫卡尼山（Chulluncani），是玻利維亞的山峰，位於該國西南部波托西省的北利佩斯省，處於大帕斯托斯湖西北岸，屬於安第斯山脈的一部分，海拔高度約5,000米。